# OSCA (曲)
「OSCA」（オスカ）は、日本のバンド・東京事変による楽曲。2007年7月11日にEMIミュージック・ジャパンより発売された4枚目のシングルの表題曲として発表された。

## 概要
前作『修羅場』から約1年8ヶ月ぶりとなるシングル。2006年の2作目のアルバム『大人（アダルト）』発売時のインタビューにおける「（今後について）自分は曲を書かず、作詞と歌のプレイだけに関わったアルバムを作ってみたい」といった椎名の発言の通り、本作では椎名以外のメンバーが作曲を担当している。
椎名の作曲した楽曲が収録されていないシングルの発売は、デビューシングル『群青日和』以来、約2年10ヶ月ぶりとなる。また前作まではカップリング曲として2曲目にカバー曲が収録されていたが、今作以降カバー曲は収録されなくなった。
表題曲「OSCA」は浮雲が椎名により詞曲を依頼され製作し、カップリングの2曲に関しては伊澤が所持しているデモテープから選ばれた。3曲目の「鞄の中身」は椎名が作詞を手掛けている。なお3曲とも椎名がアルバム『平成風俗』の宣伝活動をしていた時から製作を開始していた。またオリコン週間チャートで初登場第2位を記録し、4作（アルバムも含めると6作）連続でTOP10入りを果たした。
初回限定盤はギザギザ仕様で、ライブハウスツアー「東京事変 live tour 2007 Spa & Treatment」のチケット先行抽選権の案内が封入。また、ジャケット写真でリモコンを握っているのは浮雲である。

## 収録曲
1. OSCA（O.S.C.A.）
椎名が浮雲に詞曲を依頼した後、2006年の夏から秋にかけて書かれた楽曲[1]。その後、彼がギターボーカルを務めるバンド「ペトロールズ」のミニ・アルバム『仮免』（2007年4月1日）の中で「O.S.C.A.」として先に発表された。
タイトルは車好きの浮雲がイタリアのスポーツカー「O.S.C.A」から取ったもので、曰く「漫画『ベルサイユのばら』に出てくるオスカルのような劇的なイメージもリンクしたのかもしれないし、『オスなのかメスなのか』という意味もある」とのこと。歌詞の内容は「だらしない男」について歌っている。またアレンジは曲が出来た時のイメージから全然変えていない。本人はこの曲がシングルになるとは全く思っておらず、メンバーによる投票でシングルを決めたので気が付いたらシングルになっていたという。[1]
ミュージック・ビデオは、オリジナル・バージョン、バンドをメインに撮影したバージョン、ダンサー（イデビアン・クルー）をメインに撮影したバージョンの計3パターンが存在しており、いずれも後に発売されたミュージック・ビデオ集『閃光少女』に収録されている。
ライブにおいては拡声器を用いて歌唱され、曲中の「OSCA」のシャウトを観客に求めるのが定番となっている。また、同じく拡声器を用いる「歌舞伎」から繋がる形で演奏に入ったり、逆に本曲から繋げて「FOUL」を演奏するといった定番のセットリストも存在する。
2. ピノキオ（Pinocchio）
伊澤によるオーソドックスでピアノ・オリエンテッドなポップ・チューンで、作る過程で一度も悩まずに、ほぼ曲のサイズそのまま、3分ちょっとで出来た曲[1]。
歌詞の内容について伊澤は「ピノキオと人間を題材にした」と話しているが、こういうタイトルにしておきながら本人はピノキオの話をよく知らなかった[1]。
3. 鞄の中身（Crosswalk）
初めて英訳を作詞者以外の者が務め、また初めてメンバー以外の人物が英訳に携わった曲。ブックレットには日本語詞のみ記載されている。実際に歌われている英訳詞は発売当時椎名の公式サイトSR猫柳本線に掲載されていたほか、2012年に発表された本楽曲も収録されているカップリング・アルバム『深夜枠』のブックレットに記載されている。
椎名がこの曲を貰ったのはレコーディングの初期段階だったが、その時点で想像した歌詞はもっと別な世界観だった。しかし、実際にレコーディングしてみるとシュールな響きがあったので、そういう内容の歌詞を書いたという。[1]
伊澤のデモはギターで作ったいかにもギター・ロック然としたものだったが、それをリハーサルに持っていく途中の電車の中で浮雲はこのギターは弾かないだろうなと思い直し、バッキングはピアノでやることにした。ただし、スライド・ギターの箇所は伊澤の方から何カ所かフレーズを指定して加山雄三みたいに弾いて欲しいと頼んだ。伊澤によると、この曲はプレイヤーとしての側面が照らされているセッション的な曲。[1]

### トラック・リスト
| 全編曲: 東京事変。 |              |                                |           |       |
| #                  | タイトル     | 作詞                           | 作曲      | 時間  |
| 1.                 | 「OSCA」     | 浮雲                           | 浮雲      | 4:27  |
| 2.                 | 「ピノキオ」 | 伊澤一葉                       | 伊澤一葉  | 4:48  |
| 3.                 | 「鞄の中身」 | 椎名林檎（英訳：Robbie Clark） | 伊澤一葉  | 3:27  |
| 合計時間:          | 合計時間:    | 合計時間:                      | 合計時間: | 12:42 |